# 地方法務局
地方法務局是日本法務省的地方支分部局之一，與法務局同樣係基於《法務省設置法》15条設置。負責辦理的業務有登記、供託、戶籍、国籍等。於府縣單位的区域（已設法務局的府縣除外）及北海道函館、旭川、釧路的各地域設置。
另外，地方法務局以下一般也稱「法務局」。又，由於法務局、地方法務局等辦理類似登記所的職務，法務局、地方法務局的建築物本身有時也被稱為「登記所」。

## 地方法務局一覽
- 札幌法務局（日语：札幌法務局）管轄区域
  - 函館地方法務局：江差支局、壽都支局
  - 旭川地方法務局：名寄支局、紋別支局、留萌支局、稚內支局
  - 釧路地方法務局：帶廣支局、網走支局、北見支局、根室支局

- 仙台法務局（日语：仙台法務局）管轄区域
  - 青森地方法務局：弘前支局、八戶支局、五所川原支局、十和田支局、陸奧支局
  - 盛岡地方法務局：花卷支局、二戶支局、遠野支局、宮古支局、一關支局、水澤支局
  - 秋田地方法務局：能代支局、本莊支局、大館支局、橫手支局、大曲支局、湯澤支局
  - 山形地方法務局：新庄支局、米澤支局、鶴岡支局、酒田支局、寒河江支局、長井支局
  - 福島地方法務局：相馬支局、郡山支局、白河支局、若松支局、磐城支局

- 東京法務局（日语：東京法務局）管轄区域
  - 水戶地方法務局：土浦支局、下妻支局、日立支局、龍崎支局、常陸太田支局、鹿嶋支局
  - 宇都宮地方法務局：真岡支局、大田原支局、栃木支局、足利支局、烏山支局、日光支局
  - 前橋地方法務局：高崎支局、桐生支局、太田支局、沼田支局、伊勢崎支局、富岡支局、中之條支局
  - 埼玉地方法務局：越谷支局、川越支局、熊谷支局、秩父支局、大宮支局、所澤支局、東松山支局、久喜支局
  - 千葉地方法務局：佐倉支局、茂原支局、松戶支局、木更津支局、館山支局、柏支局、匝瑳支局、香取支局、船橋支局、市川支局
  - 橫濱地方法務局：川崎支局、相模原支局、橫須賀支局、西湘西宮支局、湘南支局、厚木支局
  - 新潟地方法務局：三條支局、新發田支局、長岡支局、柏崎支局、佐渡支局、新津支局、十日町支局、村上支局、糸魚川支局、上越支局、南魚沼支局
  - 甲府地方法務局：鰍澤支局、大月支局
  - 長野地方法務局：上田支局、佐久支局、松本支局、諏訪支局、飯田支局、伊那支局、飯山支局、木曾支局、大町支局
  - 靜岡地方法務局：沼津支局、富士支局、下田支局、濱松支局、掛川支局、袋井支局

- 名古屋法務局（日语：名古屋法務局）管轄区域
  - 富山地方法務局：魚津支局、高岡支局、礪波支局
  - 金澤地方法務局：小松支局、七尾支局、輪島支局
  - 福井地方法務局：武生支局、敦賀支局、大野支局、小濱支局
  - 岐阜地方法務局：大垣支局、高山支局、多治見支局、中津川支局、美濃加茂支局、八幡支局
  - 津地方法務局：松阪支局、伊賀支局、四日市支局、伊勢支局、熊野支局、桑名支局

- 大阪法務局（日语：大阪法務局）管轄区域
  - 大津地方法務局：彦根支局、長濱支局、甲賀支局
  - 京都地方法務局：園部支局、宮津支局、舞鶴支局、福知山支局、京丹後支局、宇治支局
  - 神戶地方法務局：伊丹支局、尼崎支局、明石支局、柏原支局、姬路支局、社支局、龍野支局、豐岡支局、洲本支局、西宮支局、篠山支局、加古川支局
  - 奈良地方法務局：葛城支局、五條支局、櫻井支局
  - 和歌山地方法務局：田邊支局、御坊支局、新宮支局、橋本支局

- 廣島法務局（日语：広島法務局）管轄区域
  - 鳥取地方法務局：倉吉支局、米子支局
  - 松江地方法務局：出雲支局、濱田支局、益田支局、西鄉支局、川本支局、雲南支局
  - 岡山地方法務局：倉敷支局、津山支局、美作支局、真庭支局、高梁支局、笠岡支局、備前支局
  - 山口地方法務局：周南支局、萩支局、岩國支局、下關支局、宇部支局、防府支局

- 高松法務局（日语：高松法務局）管轄区域
  - 德島地方法務局：阿南支局、鳴門支局、美馬支局、吉野川支局
  - 松山地方法務局：大洲支局、西條支局、今治支局、宇和島支局、八幡濱支局、四國中央支局
  - 高知地方法務局：須崎支局、安藝支局、四萬十支局、香美支局、伊野支局

- 福岡法務局（日语：福岡法務局）管轄区域
  - 佐賀地方法務局：武雄支局、唐津支局、伊萬里支局
  - 長崎地方法務局：諫早支局、島原支局、佐世保支局、平戶支局、壹岐支局、五島支局、對馬支局
  - 熊本地方法務局：玉名支局、山鹿支局、阿蘇支局、八代支局、人吉支局、天草支局、宇土支局、御船支局
  - 大分地方法務局：杵築支局、佐伯支局、竹田支局、中津支局、日田支局、宇佐支局、臼杵支局
  - 宮崎地方法務局：日南支局、都城支局、延岡支局、日向支局
  - 鹿兒島地方法務局：霧島支局、知覽支局、川內支局、鹿屋支局、奄美支局
  - 那霸地方法務局：沖繩支局、名護支局、宮古島支局、石垣支局